# Maurizio Gervasoni
Maurizio Gervasoni (Sarnico, 20 dicembre 1953) è un vescovo cattolico italiano, dal 20 luglio 2013 vescovo di Vigevano.

## Biografia
Nasce a Sarnico, in provincia e diocesi di Bergamo, il 20 dicembre 1953.

### Formazione e ministero sacerdotale
Dopo aver frequentato le scuole medie presso il seminario San Gregorio Barbarigo di Clusone, prosegue, dal 1967, gli studi liceali, filosofici e teologici a Bergamo, presso il seminario papa Giovanni XXIII.
L'11 giugno 1977 è ordinato presbitero dall'arcivescovo Clemente Gaddi, vescovo emerito di Bergamo.
Completa gli studi a Roma, presso il Pontificio seminario lombardo, conseguendo il dottorato in teologia alla Pontificia Università Gregoriana, nel 1982.
Rientrato in diocesi svolge i seguenti incarichi: collaboratore pastorale a Villongo e Bagnatica; professore e vicedirettore dei corsi liceali e teologici nel seminario Giovanni XXIII, dal 1981 al 1986; docente di antropologia teologica, dal 1982 al 2012; vicedirettore del corso teologico del seminario Giovanni XXIII, dal 1986 al 1992; docente di spiritualità del clero diocesano, dal 1990 al 2000; direttore dell'ufficio per la pastorale sociale, del lavoro e dell'economia, dal 1992 al 2001.
Nel 1991 è nominato direttore per l'ufficio della pastorale della cultura; nel 1992 direttore dell'ufficio per le associazioni, movimenti e gruppi e delegato vescovile per la formazione ed educazione del popolo di Dio; nel 1993 presidente della Caritas diocesana; nel 1997 delegato vescovile per l'annuncio della Parola e la liturgia e direttore dell'ufficio catechistico e liturgico e, nel 2004, docente di antropologia delle religioni.
Ricopre questi incarichi fino al settembre 2012, quando è nominato prevosto della parrocchia di santa Lucia e vicario episcopale per la città di Bergamo. È, inoltre, docente di storia delle religioni presso l'Università degli Studi di Bergamo, dal 2010 al 2013.
Nel 1999 è insignito da papa Giovanni Paolo II del titolo di prelato d'onore di Sua Santità.

### Ministero episcopale
Il 20 luglio 2013 papa Francesco lo nomina vescovo di Vigevano; succede all'arcivescovo-vescovo Vincenzo Di Mauro, dimessosi un anno prima per motivi di salute. Il 28 settembre successivo riceve l'ordinazione episcopale, nella cattedrale di Bergamo, dal cardinale Dionigi Tettamanzi, amministratore apostolico di Vigevano, coconsacranti i vescovi Francesco Beschi e Lino Bortolo Belotti. Il 5 ottobre prende possesso della diocesi, nella cattedrale di Sant'Ambrogio a Vigevano.
Compiuta la visita pastorale alla diocesi, il 6 dicembre 2018 apre, con una celebrazione in cattedrale, un sinodo diocesano sulle unità pastorali, avente l'obiettivo di ripensare il territorio diocesano.
È delegato per la pastorale giovanile e gli oratori, delegato per la pastorale del lavoro e delegato per la pastorale sociale e la formazione sociopolitica presso la Conferenza episcopale lombarda. Inoltre, è membro della Commissione episcopale per la famiglia, i giovani e la vita della Conferenza Episcopale Italiana e del Consiglio di amministrazione della Fondazione Santi Francesco e Caterina.

## Genealogia episcopale
La genealogia episcopale è:
- Cardinale Scipione Rebiba
- Cardinale Giulio Antonio Santori
- Cardinale Girolamo Bernerio, O.P.
- Arcivescovo Galeazzo Sanvitale
- Cardinale Ludovico Ludovisi
- Cardinale Luigi Caetani
- Cardinale Ulderico Carpegna
- Cardinale Paluzzo Paluzzi Altieri degli Albertoni
- Papa Benedetto XIII
- Papa Benedetto XIV
- Papa Clemente XIII
- Cardinale Enrico Benedetto Stuart
- Papa Leone XII
- Cardinale Chiarissimo Falconieri Mellini
- Cardinale Camillo Di Pietro
- Cardinale Mieczysław Halka Ledóchowski
- Cardinale Jan Maurycy Paweł Puzyna de Kosielsko
- Arcivescovo Józef Bilczewski
- Arcivescovo Bolesław Twardowski
- Arcivescovo Eugeniusz Baziak
- Papa Giovanni Paolo II
- Cardinale Carlo Maria Martini, S.I.
- Cardinale Dionigi Tettamanzi
- Vescovo Maurizio Gervasoni

## Araldica

### Blasonatura

Inquartato; nel 1º d'azzurro, all'ape d'argento; nel 2º e nel 3º scaccato d'argento e di rosso di 12 pezzi; nel 4º d'azzurro al giglio d'argento.

### Interpretazione
Nello stemma episcopale vi sono: l'azzurro nel primo e nel quarto quadrante dello scudo, che raffigura l'acqua del lago d'Iseo, che bagna Sarnico, la città natale del vescovo, e quella del Ticino, che bagna Vigevano e simboleggia, inoltre, l'ascesa dell'animo umano verso Dio; l'ape, che simboleggia sant'Ambrogio, patrono di Vigevano; il giglio, simbolo di sant'Alessandro di Bergamo, patrono della sua diocesi di provenienza; un motivo a scacchiera di dodici quadrati argentei e rossi, stemma della famiglia Gervasoni, a indicare i 12 appezzamenti di terra che essa possedeva e i dodici apostoli; il rosso è il colore dell'Amore, mentre, l'argento è il colore della Verità e della Giustizia.
Il motto scelto è Visu sim beatus tuae gloriae (A tal visione io sia beato della tua gloria), tratto dall'inno eucaristico Adoro Te devote di san Tommaso d'Aquino.